# Сафоново (Ленінградська область)
Сафоново (рос. Сафоново) — присілок Бокситогорського району Ленінградської області Росії. Входить до складу Єфімовського міського поселення.
Населення — 0 осіб (2003 рік). 